# Валансол
 Тази статия е за селото във Франция.  За кантона вижте Валансол (кантон).  
Валансол (на френски: Valensole) е село, административен център на кантона Валансол, департамент Алп дьо От Прованс, Южна Франция.

## География
Разположен е в котловината между планините Валансол и Нотър Дам.

## Забележителности
- Замък Бар (1627 г.)
- Църква Сен-Дени, исторически паметник
- Часовникова кула Сен-Жан
- Часовникова кула Св. Анна
- Античен Некропол

## Галерия
- Фонтан
- Магазин

|  | Тази страница частично или изцяло представлява превод на страницата Valensole в Уикипедия на френски. Оригиналният текст, както и този превод, са защитени от Лиценза „Криейтив Комънс – Признание – Споделяне на споделеното“, а за съдържание, създадено преди юни 2009 година – от Лиценза за свободна документация на ГНУ. Прегледайте историята на редакциите на оригиналната страница, както и на преводната страница, за да видите списъка на съавторите. ВАЖНО: Този шаблон се отнася единствено до авторските права върху съдържанието на статията. Добавянето му не отменя изискването да се посочват конкретни източници на твърденията, които да бъдат благонадеждни. |